# Anillo de Jacobson
En álgebra, un anillo de Hilbert o un anillo de Jacobson es un anillo tal que todo ideal primo es una intersección de ideales primitivos. Para los anillos conmutativos, los ideales primitivos son los mismos que los ideales máximos, por lo que en este caso un anillo de Jacobson es aquel en el que cada ideal primo es una intersección de ideales máximos.
Los anillos Jacobson fueron introducidos de forma independiente por Wolfgang krüll (1951, 1952), quien los nombró en honor a Nathan Jacobson debido a su relación con los radicales de Jacobson, y por Oscar hombre de oro (1951), quien los nombró anillos Hilbert en honor a David Hilbert debido a su relación con el Nullstellensatz de Hilbert.

## Anillos de Jacobson y el Nullstellensatz
El Nullstellensatz de geometría algebraica de Hilbert es un caso especial de la afirmación de que el anillo polinómico en un número finito de variables en un campo es un anillo de Hilbert. Una forma general de Nullstellensatz establece que, si R es un anillo de Jacobson, entonces también lo es cualquier R -álgebra S finitamente generada. Además, el retroceso de cualquier ideal máximo J de S es un ideal máximo I de R, y S/J es una extensión finita del campo R/I.
En particular, un morfismo de tipo finito de anillos de Jacobson induce un morfismo de los espectros máximos de los anillos. Esto explica por qué para variedades algebraicas sobre campos suele ser suficiente trabajar con los ideales máximos en lugar de con todos los ideales primos, como se hacía antes de la introducción de los esquemas. Para anillos más generales, como los anillos locales, ya no es cierto que los morfismos de los anillos induzcan morfismos de los espectros máximos, y el uso de ideales primos en lugar de ideales máximos proporciona una teoría más limpia.

## Ejemplos
- Cualquier campo es un anillo de Jacobson.
- Cualquier dominio ideal principal o dominio de Dedekind con radical cero de Jacobson es un anillo de Jacobson. En los dominios de ideales principales y de Dedekind, los ideales primos distintos de cero ya son máximos, por lo que lo único que hay que comprobar es si el ideal cero es una intersección de ideales máximos. Pedir que el radical de Jacobson sea cero garantiza esto. En los dominios de ideales principales y de Dedekind, el radical de Jacobson desaparece si y sólo si hay infinitos ideales primos.
- Cualquier álgebra generada finitamente sobre un anillo de Jacobson es un anillo de Jacobson. En particular, cualquier álgebra generada finitamente sobre un campo o números enteros, como el anillo de coordenadas de cualquier conjunto algebraico afín, es un anillo de Jacobson.
- Un anillo local tiene exactamente un ideal máximo, por lo que es un anillo de Jacobson exactamente cuando ese ideal máximo es el único ideal primo. Por tanto, cualquier anillo local conmutativo con dimensión de Krull cero es Jacobson, pero si la dimensión de Krull es 1 o más, el anillo no puede ser Jacobson.
- (Amitsur, 1956)   demostró que cualquier álgebra generada contablemente sobre un campo incontable es un anillo de Jacobson.
- Las álgebras de Tate sobre campos que no son de Arquímedes son anillos de Jacobson.
- Un anillo conmutativo R es un anillo de Jacobson si y sólo si R [x], el anillo de polinomios sobre R es un anillo de Jacobson. [1]

## Caracterizaciones
Las siguientes condiciones en un anillo conmutativo R son equivalentes:
- R es un anillo de Jacobson
- Todo ideal primo de R es una intersección de ideales máximos.
- Todo ideal radical es una intersección de ideales maximales.
- Todo ideal de Goldman es máximo.
- Todo anillo cociente de R por un ideal primo tiene un radical de Jacobson cero.
- En cada anillo de cociente, el radical nil es igual al radical de Jacobson.
- Cada álgebra generada finitamente sobre R que es un campo se genera finitamente como un módulo R. (Lema de Zariski)
- Todo ideal primo P de R tal que R / P tiene un elemento x con (R/P) [x−1] un campo es un ideal primo máximo.
- El espectro de R es un espacio de Jacobson, lo que significa que cada subconjunto cerrado es el cierre del conjunto de puntos cerrados que contiene.
- (Para anillos noetherianos R): R no tiene ideales primos P tales que R/P es un anillo semilocal unidimensional.